# Weinviertel Schnellstraße
De S3 of  Weinviertler Schnellstraße is een Schnellstraße in Oostenrijk. De weg is voorlopig 35 km lang; de geplande lengte is 47 km. De S3 is de verlenging van de A22 van Stockerau via Hollabrunn naar de grens met Tsjechië.
Autobahnen: A1 · A2 · A3 · A4 · A5 · A6 · A7 · A8 · A9 · A10 · A11 · A12 · A13 · A14 · A21 · A22 · A23 · A24 · A25 · A26
Schnellstraßen: S1 · S2 · S3 · S4 · S5 · S6 · S7 · S8 · S10 · S16 · S18 · S31 · S33 · S34 · S35 · S36 · S37